# 戴新 (萬曆進士)
戴新（？—1613年），號浴日，南直隶寧國府南陵縣人，明朝政治人物。

## 生平
万历二十五年（1597年）丁酉科應天乡试舉人，三十二年（1604年）甲辰科进士，初授工部虞衡司主事，典節慎庫，多所釐剔。晉郎中，管宝源局，三十七年为兵科给事中胡嘉栋參奏贪婪。后升宁波知府，釐剔諸弊，众惮嚴整。郡濒海，數苦倭寇，造船制械，防御甚周。禁曹官毋受訟牒，下僚毋用酷 刑，禁監委，禁折乾，嚴正之績，最於浙東。歴浙江副使，終湖廣武汉道，未赴任卒。